# Schneetag
Schneetag, Schneefalltag und Schneedeckentag sind meteorologisch-klimatologische Größen des Schneefalls und der Schneedecke an einem gewissen Ort.

## Schneetag
Ein Schneetag ist ein Tag, an dem zwischen dem Frühtermin 6 Uhr und dem Frühtermin des Folgetages (6 Uhr) Niederschlag ausschließlich in Form von Schnee gefallen ist und die Niederschlagsmenge (der Schnee wird zum Zwecke der Messung geschmolzen) mindestens 0,1 Liter pro Quadratmeter bzw. 0,1 Millimeter beträgt (letztere beide Angaben sind gleichbedeutend).

## Schneefalltag
Von Schneefalltagen oder Tagen mit Schnee spricht man in der synoptischen Meteorologie, wenn an einem Tag zu irgendeinem Zeitpunkt Niederschlag in Form von Schnee gefallen ist. Bis 1986 wurden im Klimabereich des DWD außer Schnee alle anderen Niederschlagsarten als 'Regen' gewertet. Seit 1987 gilt jeglicher Tag mit festem Niederschlag, also auch mit Graupel, Hagel und ähnlichem als Schneefalltag.

## Schneedeckentag
Von einem Schneedeckentag bzw. Tag mit Schneedecke spricht man, wenn zum morgendlichen Klimatermin an einem Ort eine durchbrochene oder geschlossene Schneedecke – das heißt ein Schneedeckungsgrad von mindestens 50 Prozent – beobachtet wird. Der morgendliche Klimatermin ist in Deutschland seit April 2001 um 05.50 Uhr UTC (d. h. 06.50 Uhr MEZ), zuvor um 06.30 Uhr UTC (d. h. 07.30 Uhr MEZ). Die Definition erfolgt dabei unabhängig von der Schneehöhe; auch eine nur geringe Schneedecke von weniger als 1 cm schließt die Definition mit ein. Meist werden in Klimastatistiken noch zusätzliche Angaben gemacht, wie z. B. Tage der Schneedecke mit mindestens 1, 5 oder 10 cm, wodurch eine genauere Klassifikation der örtlichen Schneeverhältnisse möglich ist.
Die ökophysiologische Klimaklassifikation nutzt zur Abgrenzung bestimmter Klimate sogenannte Isochiomenen, welche die monatliche Länge der potentiellen Schneebedeckung auf der Karte der Klimaregionen anzeigen.

## Weitere Größen
- Schneedeckendauer als die Anzahl der zeitlich zusammenhängenden Schneedeckentage
- Schneedeckenzeit als die Zeitspanne vom ersten bis zum letzten Schneedeckentag eines Jahres

## Liste von Messwerten
| Ort               | Staat      | Höhe * | Schneefall d/a ∗∗ | Schneedecke d/a ∗∗ | Mittelungsperiode ∗∗∗ |
| ----------------- | ---------- | ------ | ----------------- | ------------------ | --------------------- |
| Klagenfurt        | Österreich | 447    |                   | 72,3               | 1961–2010             |
| Linz              | Österreich | 298    |                   | 45,3               | 1961–2010             |
| Graz              | Österreich | 366    |                   | 47,3               | 1961–2010             |
| Mariazell         | Österreich | 862    |                   | 121,3              | 1961–2010             |
| Innsbruck         | Österreich | 578    |                   | 69,7               | 1961–2010             |
| St. Anton/Arlberg | Österreich | 1298   |                   | 139,7              | 1961–2010             |
| Wien-Hohe Warte   | Österreich | 171    |                   | 40,3               | 1961–2010             |

Anmerkungen:
Werte:
- Österreich: Schneedecke mindestens 1 cm[9]